# Prosopopée

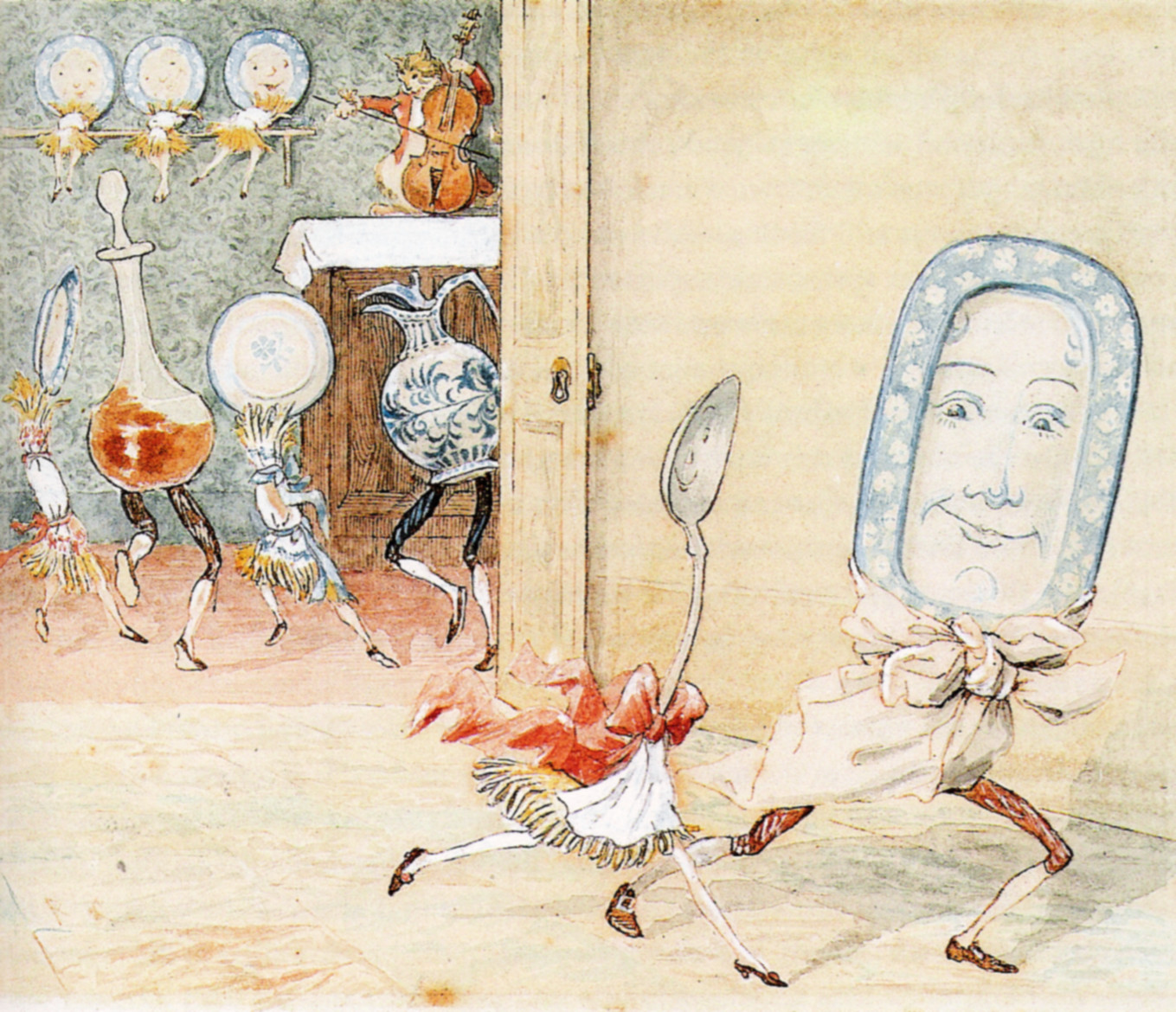
"And the Dish Ran Away with the Spoon", tiré de Hey Diddle Diddle et Bye, Baby Bunting

La prosopopée (substantif féminin), du grec πρόσωπον prosôpon (face, figure) et ποιέω poiéô (faire, fabriquer) est une figure de style qui consiste à faire parler un mort, un animal, une chose personnifiée, une abstraction. Elle est proche de la personnification, du portrait et de l'éthopée. En rhétorique, lorsqu'elle fait intervenir l'auteur, qui semble introduire les paroles de l'être fictif, on la nomme la sermocination.

## Définition

### Définition linguistique
Le terme de prosopopée est l'équivalent exact de celui de personnification, en grec, néanmoins, en stylistique française, l'opposition entre les deux figures existe. Dans la prosopopée, le locuteur donne la parole au personnage fictif, qui peut même interagir avec l'émetteur ou le narrateur, alors que la personnification ne fait qu'attribuer des sentiments ou des comportements humains à des êtres inanimés ou à des abstractions. Duclos dans ses Œuvres la définit ainsi : « Quand on anime les choses, et qu'on les regarde comme des personnes par une figure qu'on appelle prosopopée, on y peut employer les termes qui conviennent aux personnes. »
La figure est également, stricto sensu, à distinguer de l'éthopée, ou portrait moral d'un être, en cela qu'elle concerne la représentation physique alors que l'éthopée donne à voir une personne dans ses qualités morales et comportementales.
Pour Patrick Bacry, la prosopopée est en réalité le stade ultime de la personnification. Il en fait une variante de l'allégorie fondée sur le discours direct. L'auteur s'arrête alors de décrire ou de raconter, ouvre les guillemets et donne la parole à son personnage fictif. Son utilisation est donc à distinguer des dialogues donnés aux personnages du récit, inventés ou historiques, mais animés dans ce sens qu'ils ne sont ni morts, ni abstraits, ni mythologiques. Cependant, la frontière entre prosopopée et personnages romanesques est ténue : certains genres font de morts ou de divinités des dramatis personnae, des actants sans pour autant produire de prosopopée (cas du fantastique par exemple).
Le discours affilié à la figure est le plus souvent direct, il s'agit de mimer un dialogue réel ; néanmoins le discours indirect peut être employé. Pierre de Ronsard, par exemple, dans sa Franciade fait parler la France au style direct :
Une ville est assise ès champs savoisiens,

[…]

Laquelle, en cependant que les Rois augmentaient

Mes bornes…

[…]

M'a fait comme tu vois chétive et misérable.

[…]

Ils ont rompu ma robe en rompant mes cités

[…]

Ont pillé mes cheveux en pillant mes églises…
La prosopopée est souvent incluse dans une allégorie comme dans l'exemple précédent. Elle permet en définitive d'animer davantage l'allégorie, de la rendre vivante en la faisant parler comme un être doué de paroles. Le personnage fictif atteint à un niveau extrême d'humanité selon Bacry qui propose de parler de prosopopée « chaque fois qu'un auteur prête parole à ce qui, ou à qui, ne peut pas — ou ne peut plus — parler », en cela il marque la capacité locutoire du personnage comme fondant la figure dans sa distinction d'avec la personnification ou l'allégorie.
On remarque cependant que la prosopopée peut exister sans allégorie descriptive. Elle consiste alors en un pur dialogue :
Ne m'appelez plus jamais France

La France, elle m'a laissé tomber…
Michel Sardou fait alors parler un bateau, sans le décrire outre mesure comme un être vivant. C'est aussi le cas des prosopopées de personnages historiques, maintes fois reprises en littérature et qui consiste à faire parler une figure connue qu'il n'est pas utile de décrire davantage. L'être décrit est alors un mort, ce sur quoi la figure se démarque de la personnification puisqu'il reste un animé. Jean-Jacques Rousseau donne ainsi la parole au héros romain Fabricius dans son Discours sur les Sciences et les Arts ; Paul Valéry, lui, dans Eupalinos fait dialoguer l'ombre de Socrate avec celle de Phèdre.
Bacry conclut que, à la base de la prosopopée, existe toujours une fiction : le personnage est soit mort, soit inventé, soit existant mais absent lors de l'énonciation. Dans tous les cas, on lui prête des paroles qu'il n'a pas professées, inventées pour les besoins de la narration. En cela, c'est une figure marquant la subjectivité de l'auteur, proche de l'épiphrase, et qui interrompt souvent le cours du récit.

### Définition stylistique
La prosopopée apparaît souvent dans les œuvres de combat ou de débat. Elle a pour but d'apporter à l'argumentation une force de conviction plus grande : au lieu de prendre en charge soi-même le discours, on le prête à une autorité historique ou à une abstraction personnifiée comme la Nature, les Lois, la France, références marquées typographiquement par l'usage de la majuscule, qui par ailleurs renforce la contiguïté de la figure avec celle de l'allégorie. Dans ses Pensées, Blaise Pascal fait par exemple parler la Sagesse de Dieu. En rhétorique, il s'agit d'une ruse permettant de placer sous une autorité indiscutable son raisonnement. Elle joue donc sur l'ethos partagé par tous les interlocuteurs, confinant parfois à la manipulation du discours, d'où son usage dans la sphère politique.
Cet usage a ainsi associé la figure, en langage populaire, à un discours véhément et emphatique : Dassoucy critique ainsi le style de son interlocuteur en clamant : « Lorsqu'un noble plus gueux qu'Irus, Plus larron que Rodilardus, Et plus valeureux que Pompée, Pour vous emprunter dix écus Sur sa noblesse de bibus, Vous fait une prosopopée »
Enfin, au sein de la rhétorique, la sermocination est une variante de la prosopopée. Elle consiste à faire évoquer les paroles de l'être fictif, dont le discours direct est lui-même enchâssé dans celui du narrateur, qui semble exhorter les interlocuteurs à écouter le personnage convoqué comme dans: « Écoutez à présent la voix de la Justice ! Si elle était devant vous, elle vous dirait : “Jugez en votre âme ”. »

## Genres concernés

### En philosophie
La philosophie a parfois fait usage de prosopopées afin d'illustrer un problème philosophique. Ainsi, dans le Criton de Platon, afin d'expliquer pourquoi il refuse de s'évader de prison, Socrate motive son refus en imaginant que les Lois de la Cité lui apparaissent, et qu'elles lui parlent (« Socrate, est-ce là ce qui était convenu entre nous et toi ? […] Après que tu as été mis au monde, nourri, élevé par nous, pourrais-tu prétendre que tu n'étais pas à nous, issu de nous, toi-même et tes ascendants ? … »).

### En littérature
La prosopopée est une figure fréquente de rédaction des textes juridiques (lois, constitutions) d'inspiration démocratique. La Constitution américaine de 1787 commence par la formule : « Nous, Peuple des États-Unis, en vue de former une Union plus parfaite, d'établir la justice, de faire régner la paix intérieure, de pourvoir à la défense commune, de développer le bien-être général et d'assurer les bienfaits de la liberté à nous-mêmes et à notre postérité, nous décrétons et établissons cette Constitution pour les États-Unis d'Amérique. », faisant ainsi parler, d'une seule voix, le peuple américain libéré du joug britannique. La loi fondamentale allemande de 1949 commence elle par la formule : « « Conscient de sa responsabilité devant Dieu et devant les hommes, animé de la volonté de servir la paix du monde en qualité de membre égal en droits dans une Europe unie, le peuple allemand s'est donné la présente Loi fondamentale en vertu de son pouvoir constituant. Les Allemands dans les Länder de Bade-Wurtemberg, Bavière, Berlin, Brandebourg, Brême, Hambourg, Hesse, Mecklembourg-Poméranie occidentale, Basse-Saxe, Rhénanie du Nord/Westphalie, Rhénanie-Palatinat, Sarre, Saxe, Saxe-Anhalt, Schleswig-Holstein et Thuringe, ont parachevé l'unité et la liberté de l'Allemagne par une libre autodétermination. La présente Loi fondamentale vaut ainsi pour le peuple allemand tout entier. », sur le même modèle. La Constitution française de 1958, enfin, établit que « Le peuple français proclame solennellement son attachement aux Droits de l’Homme et aux principes de la souveraineté nationale tels qu’ils ont été définis par la Déclaration de 1789, confirmée et complétée par le préambule de la Constitution de 1946, ainsi qu’aux droits et devoirs définis dans la Charte de l’environnement de 2004. ».
Les genres oratoires de l'Antiquité sont extrêmement pourvus de prosopopée. Ainsi on peut citer les exemples du Criton de Platon qui fait parler les Lois grecques, la première Catilinaire de Cicéron qui donne voix à la Patrie latine. Les premières prosopopées antiques faisaient parler les dieux et les Muses. Parménide dans son Poème, Homère dans L'Iliade ou encore Hésiode dans sa Théogonie, qui est une longue prosopopée d'une muse.
Une célèbre prosopopée de la Nature se trouve dans Lucrèce, De rerum natura, Livre III (v. 931-962).
La poésie contemporaine y a également recours. Jules Supervielle, par exemple, dans La Fable du monde, donne la parole à Dieu, ou par exemple à une forêt : 
La forêt dit : « C'est toujours moi la sacrifiée,

On me harcèle, on me traverse, on me brise à coups de hache,

On me cherche noise, on me tourmente sans raison,

On me lance des oiseaux à la tête ou des fourmis dans les jambes,

Et l'on me grave des noms auxquels je ne puis m'attacher.

Je suis la pipe d'un auteur ;

On voit, à contempler ma mine,

D’Abyssinienne ou de Cafrine,

Que mon maître est un grand fumeur.
— Charles Baudelaire
Elle me dit : « Je suis l'impassible théâtre

Que ne peut remuer le pied de ses acteurs ;

Mes marches d'émeraude et mes parvis d'albâtre,

Mes colonnes de marbre ont les dieux pour sculpteurs. »
— Alfred de Vigny, Les Destinées, La Maison du berger, III

### En musique
Les chanteurs ont également recours à la prosopopée pour renforcer la puissance d'un texte. Comme vu ci-dessus, c'est ainsi que Michel Sardou fait parler le paquebot France, qui s'insurge de son désarmement: "Ne m'appelez plus jamais France, la France elle m'a laissé tomber". Francis Cabrel use aussi de cette figure de style pour nous exposer les pensées d'un taureau dans sa chanson La Corrida, afin de dénoncer cette pratique tauromachique :
Dans les premiers moments

J'ai cru qu'il fallait seulement se défendre

Mais cette place est sans issue,

Je commence à comprendre

Ils ont refermé derrière moi

Ils ont eu peur que je recule

Je vais bien finir par l'avoir

Cette danseuse ridicule

Est-ce que ce monde est sérieux ?…
On retrouve d'autres d'interprètes faisant parler un animal. C'est le cas de Gérard Lenorman dans la chanson Gentil dauphin triste. N'ayant pas apprécié l'utilisation du requin en tant que grand méchant dans Les Dents de la mer, il prend le point de vue d'un dauphin afin de défendre cette cause animale :
Moi le gentil dauphin

Je n'y comprends rien

Pourquoi tout ce fracas ce cinéma

Pour un poisson bidon

Un requin de carton

Allez, sois chouette envoie-moi ton ballon…
Parmi les autres exemples de prosopopées, on peut également citer Bébé requin de France Gall, la Mouche de Michel Polnareff ou encore Je suis une larme d'Yves Duteil.

### Utilisation dans des devinettes
Il est d'usage de faire parler l'objet de la devinette, ce qui peut être considéré comme une prosopopée. L'une des plus célèbres devinettes de ce style est due à Voltaire :
Cinq voyelles, une consonne,

En français composent mon nom,

Et je porte sur ma personne

De quoi l'écrire sans crayon.
Ici, c'est l'« oiseau », solution de l'énigme, qui est le sujet de la phrase. La question « Qui suis-je ? » qui conclut la devinette est généralement implicite.

## Figures proches
| Figure mère                 | Figure fille  |
| --------------------------- | ------------- |
| allégorie, personnification | sermocination |

| Antonyme | Paronyme       | Synonyme                  |
| -------- | -------------- | ------------------------- |
|          | prosopographie | éthopée, personnification |